# Daniel Farabello
Daniel Edgardo Farabello (Colón, 18 ottobre 1973) è un ex cestista e allenatore di pallacanestro argentino con cittadinanza italiana.

## Carriera
Giocatore di grande esperienza, inizia a giocare nei campionati argentini, trasferendosi nel 2002 in Brasile nel Vasco da Gama.
Nel 2003 si trasferisce a Varese e vi rimane fino al 2006, quando viene ingaggiato dal Minorca Bàsquet.
Nel 2007 si accasa a Ferrara, l'anno successivo viene designato Capitano, trascinando la squadra alla prima promozione in Serie A della sua storia.
Nel giugno 2011 comunica di aver trovato un accordo con il club La Unión de Formosa, ritornando nel suo paese natale.

## Palmarès

### Club
- Campionato panamericano: 1

Estudiantes Olavarría: 2000
- Liga Sudamericana: 1

Estudiantes Olavarría: 2001
- Campionato argentino: 2

Estudiantes Olavarría: 1999-00, 2000-01
- Torneo Copa de Campeones: 1

Estudiantes Olavarría: 2000
- Legadue: 1

Ferrara: 2007-08

### Individuale
- MVP Liga Sudamericana: 1

2001